# 刘尊 (赵王)
刘尊（？—前68年），中国历史人物，即是西汉赵怀王。曾祖为孝景帝刘启；父亲为赵顷王刘昌。在位六年，无子，绝封，后由弟弟刘高续封。